# Czinsur
Czinsur (Chuchura, Chinsurah) – miasto nad zachodnim brzegiem rzeki Hugly w dystrykcie Hughli w stanie Bengal Zachodni w Indiach. Leży 1 km na południowy wschód od Hugli i 35 km na północ od Kalkuty. Należy do Kolkata Metropolitan Development Authority (KMDA).

## Historia
Ufundowane zostało przez Portugalczyków w 1579 r. W roku 1625 osiedlili się tutaj Holendrzy, dzięki którym miasto rozbudowało się. Rozkwitł wtedy handel opium, jedwabiem, bawełną, ryżem, cukrem. Zbudowali m.in. koszary, cmentarz, kościół, banki, ogrody, magazyny. W maju 1825 r. Holendrzy przekazali swoje prawa własności na rzecz Brytyjczyków, w zamian za Benkulen na Sumatrze i fort Marblo. W 1865 r. Czinsur połączyło się z miasteczkiem Hugly. Populacja tych połączonych miast liczyła w 2001 roku 170 201 osób, w tym ok. 19% to analfabeci.

## Miejsca kultu
- świątynia ormiańska pw.św.Jana, zbudowana w 1695 r.

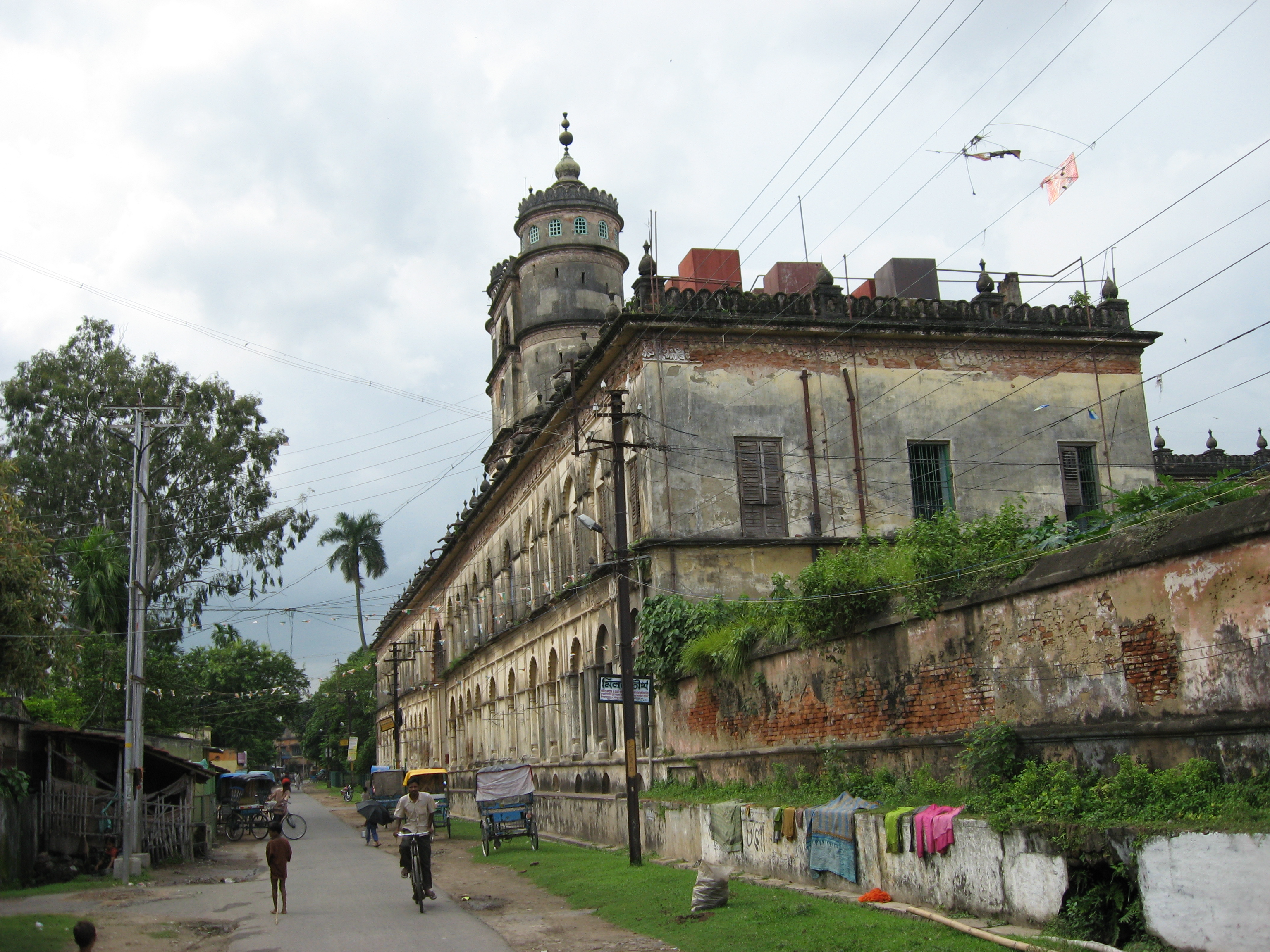
Szyicka imambara z wieżą zegarową

- szyicka imambara z wieżą zegarową